# 匈牙利基本法
《匈牙利基本法》 （匈牙利語：Magyarország Alaptörvénye）是匈牙利的憲法，由匈牙利議會於2011年4月18日以262票赞成、44票反对的投票结果通過，一周後由匈牙利總統施米特·帕尔頒布，並於2012年1月1日生效。這是自匈牙利民主化運動以來的第一部憲法，該法繼承了在1949年8月20日匈牙利人民共和國成立時通過、並於1989年10月23日進行了重大修訂的憲法。

## 註解
1. ↑  魏嘉瑀. . 風傳媒. 2018-04-09  [2018-04-09]. （原始内容存档于2021-06-24） （中文）.